# Hannington (Hampshire)
Hannington is een civil parish in het bestuurlijke gebied Basingstoke and Deane, in het Engelse graafschap Hampshire. In 2001 telde het civil parish 332 inwoners.